# Aeolochroma saturataria
Aeolochroma saturataria là một loài bướm đêm trong họ Geometridae.